# Торпедные катера проекта 183
Торпедные катера проекта 183 «Большевик» (по классификации НАТО — P-6 class torpedo boat) — торпедные катера, состоявшие на вооружении Военно-морского флота СССР и Военно-морского флота ГДР.

## История

### Начало разработки

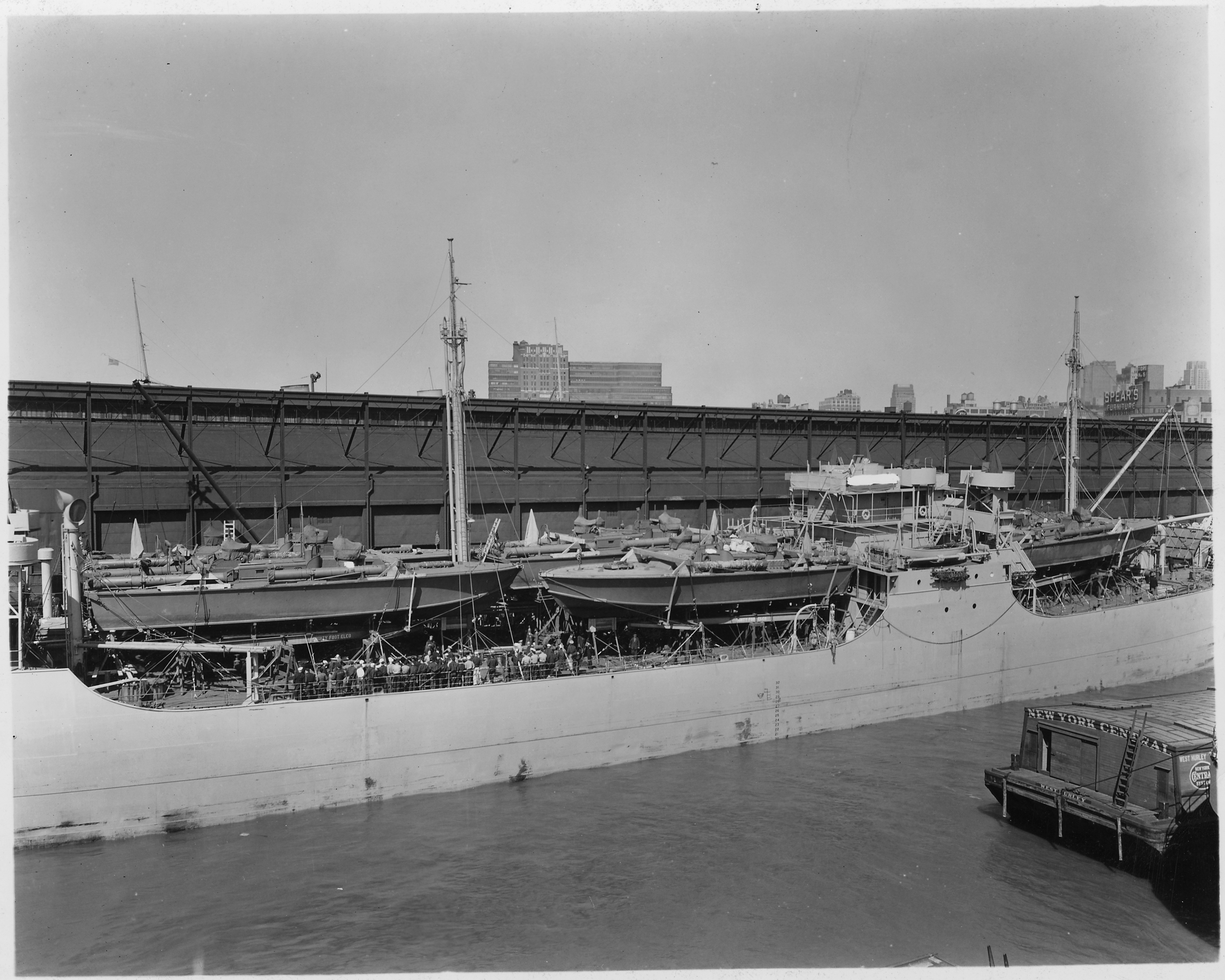
Отправка 80-футовых катеров фирмы Элко (тип А-3) из Нью-Йорка в СССР

В послевоенные годы в Военно-морском флоте СССР появился первый основной тип торпедного катера — большой ТКА проекта 183. Разработка этого судна была поручена коллективу Особого конструкторского бюро НКВД (ОКБ-5), штаб которого располагался первоначально на территории судостроительного завода № 5. Главным конструктором был назначен Павел Густавович Гойнкис. В разработке были учтены опыт создания и использования поставленных по ленд-лизу американских катеров типов «Воспер», «Элько» и «Хиггинс».

### Физические размеры и скоростные качества
В соответствии с проектом эти катера должны были являться «большими, безреданными, полуглиссирующими, с остроскулыми обводами корпуса». Корпус изготавливался из древесины, сами катера оснащались бронированной рубкой и мостиком (толщина брони 7 мм). Полное водоизмещение составляло 66,5 т. Четырёхвальная дизельная энергетическая установка из отечественных двигателей типа М-50Ф (возможна была замена на модификации М-50Ф-1 и М-50ФТК) обеспечивала мощность 4800 л. с. и позволяла развивать скорость до 43-44 узлов (крейсерская скорость 33 узла). Дальность плавания зависела от скорости: при 33 узлах составляла 600 миль, при 14 узлах — 1000 миль. Запас топлива составлял 10,3 т. Для облегчения прохождения по внутренним водным путям мачта катера была сделана заваливающейся, что значительно уменьшало его габаритную высоту.

### Вооружение
Вооружение катера включало два 533-мм однотрубных палубных торпедных аппарата класса ТТКА-53М. Оба располагались побортно под углом 3° к диаметральной плоскости. Также были установлены две спаренные 25-мм автоматические зенитные установки типа 2М-3 с боезапасом в 2000 выстрелов. Помимо этого, в перегруз на катер могли браться до 8 глубинных бомб ББ-1, до 6 морских мин КБ-3 и от 8 до 18 мин (вместо торпед) АМД-500. В состав радиовооружения входили РЛС «Зарница», станция опознавания «Факел-М» и две радиостанции. Для отвлечения противника устанавливалась дымовая аппаратура ДА-7 и 4 дымовые шашки МДШ. В навигационное вооружение входили приборы «Гиря», КГМК-4 (или ДКГМК-3), «Рейс-55» и авторулевой «Зубатка».

### Строительство и модификации
В ходе государственных испытаний было выявлено много замечаний, но катера строились большой серией с 1952 по 1960 год. По оценкам моряков, катера были удачными и даже стали базовыми при разработке ракетного катера проекта 183-Р. Головной катер был сдан ВМФ в 1949 году, с этого года и вплоть до 1960 строились катера на заводах: № 5 в Ленинграде, № 460 в Сосновке и № 602 во Владивостоке. Итого было выпущено более 420 экземпляров.
На базе проекта «Большевик» были построены несколько модифицированных кораблей.
- На катере проекта 183-Т был испытан дополнительный газотурбинный форсажный двигатель мощностью 4000 л. с., который позволял развивать скорость до 50 узлов. В 1955—1957 годах в Ленинграде по откорректированному проекту построили 25 таких катеров.
- В 1958 году был построен опытный катер проекта 183-У, вооружённый четырьмя торпедными аппаратами, а в составе его энергоустановки использовались новые высокооборотные дизельные двигатели. Полное водоизмещение катера достигало 92 тонн. Проект, однако, был закрыт, хотя и разрабатывались два его дальнейших варианта развития: 183-ТУ (с форсажной газовой турбиной) и 183-Т2 (с маршевой ГТУ и дополнительным 25-мм зенитным автоматом).
- Был подготовлен также штабной проект катера 183-Ш.
- Катер проекта 183-А был оснащён усиленной арктилитовой обшивкой (арктилит — это аналог бакелизированной фанеры с запрессованной металлической проволокой).
- Катер проекта 199 был классифицирован как «охотник за подлодками» и вошёл в состав пограничных войск. Всего было построено 52 экземпляра.
- Для обучения войск выпускался катер 183-Ц — радиоуправляемая учебная мишень.
- В число нереализованных проектов вошли проект 183-Я2 и 183-Я3 с более лёгкими дизельными двигателями М503 (цифра в конце наименования катера класса 183-Я указывает количество таких дизелей). Водоизмещение первого судна составляло бы 88 тонн, а второго — 110 тонн. Вооружение было бы аналогично катеру 183-У.

### Наши дни
К концу 1980-х годов все катера, кроме некоторых модификаций, были списаны. В течение всего срока службы они принимали активное участие в боевой подготовке и зарекомендовали себя с самой лучшей стороны.

## Эксплуатанты
- ВМФ СССР
- ВМС КНР
- ВМС КНДР
- ВМС Кубы
- Фольксмарине
- ВМС Египта
- ВМС Польши

## Аварии и катастрофы
31 августа 1968 года ТК «Вилли Бенш» (борт 844) из состава Фольксмарине, выйдя из Дарсер-Орт для преследования фрегата ВМС ФРГ «Карлсруэ» (тип «Кёльн», № F233), который, как ошибочно предполагалось, находился находился в восточно-германских водах, в тумане врезался в шведский железнодорожный паром Drottningen и затонул. Погибло 6 членов экипажа катера.